# Aichi E13A
Chiếc Aichi E13A là một kiểu thủy phi cơ trinh sát tầm xa được Hải quân Đế quốc Nhật Bản sử dụng từ năm 1941 đến năm 1945. Là kiểu thủy phi cơ có số lượng quan trọng nhất trong Hải quân Nhật Bản, nó có khả năng mang một đội bay ba người và tải trọng bom 250 kg. Tên chính thức của Hải quân Nhật Bản dành cho chiếc này là "Thủy phi cơ Trinh sát Kiểu Zero" (零式水上偵察機), trong khi phe Đồng Minh gọi nó theo tên mã là "Jake".
Tại Trung Quốc nó hoạt động từ các tàu sân bay và tàu tuần dương. Sau đó nó được sử dụng như máy bay do thám trong Trận chiến Trân Châu Cảng và từng đụng độ cùng lực lượng Hải quân Hoa Kỳ trong các Trận chiến Biển San hô và Midway. Nó tiếp tục hoạt động trong suốt cuộc chiến tranh trong các vai trò tuần tra duyên hải, tấn công hàng hải, liên lạc, vận chuyển sĩ quan, giải cứu đắm tàu và các nhiệm vụ khác, cùng với một số phi vụ tấn công cảm tử Thần phong (Kamikaze) trong những ngày cuối cùng của cuộc chiến tranh.
Có ít nhất một chiếc đã được biết đến khi phục vụ cùng Không lực Hải quân Pháp trong Chiến tranh Đông Dương, trong khi những chiếc khác được tin là đã hoạt động cùng Hải quân Hoàng gia Thái Lan. Một chiếc bị các lực lượng New Zealand chiếm được và từng được Không quân New Zealand bay trong chiến tranh, nhưng bị chìm và không được sửa chữa sau khi một phao bị rò rỉ nước.
Có tổng cộng 1.418 chiếc được sản xuất, trong đó Watanabe (Kyūshū Hikoki KK) chế tạo 1.237 chiếc, Aichi Tokei Denki KK chế tạo 133 chiếc, và Quân xưởng Hải quân thứ 11 chế tạo 48 chiếc.

## Các phiên bản
E13A1Kiểu nguyên mẫu và sản xuất hàng loạt đầu tiên, sau được đổi tên thành Mark 11.
E13A1-KPhiên bản huấn luyện với bộ điều khiển bay kép.
E13A1aPhiên bản cải tiến phao nổi và trang bị radio.
E13A1a-SPhiên bản cải tiến bay đêm.
E13A1bNhư phiên bản E13A1a với radar không đối đất.
E13A1b-SPhiên bản cải tiến bay đêm.
E13A1cPhiên bản tấn công tàu nổi, trang bị hai pháo Kiểu 99 Mk 2 20 mm dưới bụng bắn xuống dưới bổ sung cho bom hay mìn sâu.

## Các nước sử dụng
Pháp
- Không lực Hải quân Pháp sử dụng một chiếc máy bay chiếm được

 Nhật Bản
- Hải quân Đế quốc Nhật Bản

 New Zealand
- Không quân Hoàng gia New Zealand sử dụng một chiếc máy bay chiếm được

 Thái Lan
- Hải quân Hoàng gia Thái Lan

## Đặc điểm kỹ thuật (E13A1)
Tham khảo:

### Đặc tính chung
- Đội bay: 03 người[2]
- Chiều dài: 11,30 m (37 ft 1 in)
- Sải cánh: 14,50 m (47 ft 7 in)
- Chiều cao: 4,70 m (15 ft 5 in)
- Diện tích bề mặt cánh: 36,0 m² (387 ft²)
- Lực nâng của cánh: 101,1 kg/m² (20,7 lb/ft²)
- Trọng lượng không tải: 2.642 kg (5.825 lb)
- Trọng lượng có tải: 3.640 kg (8.025 lb)
- Trọng lượng cất cánh tối đa: 4.000 kg (8.800 lb)
- Động cơ: 1 x động cơ Mitsubishi Kinsei 43 bố trí hình tròn, công suất 1.080 mã lực (810 kW) mỗi động cơ

### Đặc tính bay
- Tốc độ lớn nhất: 375 km/h (234 mph)
- Tầm bay tối đa: 2.100 km (1.300 mi)
- Trần bay: 8.700 m (28.500 ft)
- Tốc độ lên cao: 8,2 m/s (1.610 ft/min)

### Vũ khí
- 1 x súng máy Kiểu 92 7,7 mm (0,303 inch) di động bắn ra phía sau dành cho quan sát viên
- 250 kg (550 lb) bom

## Nội dung liên quan

### Máy bay tương tự
- Arado Ar 196
- Northrop N-3PB
- Vought OSU Kingfisher

### Trình tự thiết kế
E10A/E10K -
E11A/E11K -
E12A/E12K/E12N -
E13A/E13K -
E14W/E14Y -
E15K -
E16A

### Danh sách liên quan
- Danh sách máy bay chiến đấu
- Danh sách máy bay quân sự Nhật Bản
- Danh sách máy bay trong Chiến tranh Thế giới II